# Great Courts
Great Courts (ook wel Jimmy Connors Pro Tennis Tour) is een computerspel dat werd ontwikkeld door Blue Byte en uitgegeven door Ubisoft. Het spel kwam in 1989 uit voor verschillende homecomputers van die tijd. Het spel werd onderschreven door de bekende Amerikaanse tennisspeler Jimmy Connors. Bij het spel kan een losse wedstrijd of een heel toernooi gespeeld worden. In het spel kan op verschillende tennisbanen gespeeld worden.

## Platforms
| Jaar | Platform                                                |
| ---- | ------------------------------------------------------- |
| 1989 | Amiga, Amstrad CPC, Atari ST, Commodore 64, ZX Spectrum |
| 1991 | DOS                                                     |
| 1992 | SNES                                                    |
| 1993 | Lynx                                                    |

## Ontvangst
| Beoordeeld door        | Platform | Datum          | Score |
| ---------------------- | -------- | -------------- | ----- |
| Total! (Duitsland)     | SNES     | mei 1993       | 95%   |
| Power Play             | SNES     | december 1992  | 90%   |
| Super Play Magazine UK | SNES     | maart 1993     | 88%   |
| The Games Machine (GB) | Amiga    | oktober 1989   | 85%   |
| Games Master           | Lynx     | september 1993 | 85%   |
| Power Play             | Amiga    | oktober 1989   | 70%   |
| N-Force                | SNES     | januari 1993   | 70%   |
| Power Unlimited        | Lynx     | november 1993  | 70%   |
| neXGam                 | Lynx     | 2003           | 67%   |